# Campeonato Europeu de Futsal de 2012
O Campeonato Europeu de Futsal de 2012 foi a 8ª edição do torneio organizado pela União das Federações Europeias de Futebol (UEFA), que foi disputado na Croácia entre os dias 31 de janeiro e 11 de fevereiro. 12 equipes disputaram o título, destas, 11 se classificaram na fase preliminar enquanto a Croácia ganhou a vaga automática por serem os anfitriões. O campeonato foi disputado nas duas maiores cidades croatas de Zagreb, na Arena Zagreb com 15.024 lugares e em Split, na Arena Spaladium com 10.931 lugares.
A Espanha, que defendia o título, foi a campeão do torneio pela 6ª vez (4ª vez consecutiva).

## Sede
Três paises participaram da disputa para sediar o torneio em 2012. Juntamente com a Croácia, Bélgica - que já havia participado em 2010 - se inscreveu com Antuérpia e Charleroi, enquanto a Macedónia se inscreveu com a cidade de Skopje. A Croácia foi escolhida para sediar o campeonato por uma decisão tomada em 24 de março de 2010, na reunião do Comité Executivo da UEFA, em Tel Aviv, Israel.

## Arenas
| Arena      | Arena Zagreb | Spaladium Arena |
| ---------- | ------------ | --------------- |
| Foto       |              | Spaladium Arena |
| Cidade     | Zagreb       | Split           |
| Capacidade | 15.024       | 10.931          |

## Classificação
Quarenta e dois países fizeram parte da edição de 2012. O país anfitrião qualificou-se diretamente, enquanto os outros tiveram que ir através de rodadas de qualificação.
A qualificação foi disputada em duas etapas, com 24 equipes concorrentes na fase preliminar entre 20 e 24 de janeiro de 2011. Os vencedores de cada grupo se classificaram para se juntar aos outros 18 participantes na próxima fase. Na fase principal de qualificação, que estava ocorrendo entre 24 a 27 de fevereiro de 2011, 24 equipes foram divididas em seis grupos de quatro equipes. Os vencedores e os cinco melhores segundos colocados juntaram-se a Croácia na final.

### Classificados
| País            | Classificado como   | Aparições anteriores no torneio1             |
| --------------- | ------------------- | -------------------------------------------- |
| Croácia         | Anfitrião           | 2 (1999, 2001)                               |
| Espanha         | Vencedor do Grupo 1 | 7 (1996, 1999, 2001, 2003, 2005, 2007, 2010) |
| Azerbaijão      | Vice do Grupo 1     | 1 (2010)                                     |
| Rússia          | Vencedor do Grupo 2 | 7 (1996, 1999, 2001, 2003, 2005, 2007, 2010) |
| Sérvia          | Vice do Grupo 2     | 3 (1999, 2007, 2010)                         |
| Portugal        | Vencedor do Grupo 3 | 5 (1999, 2003, 2005, 2007, 2010)             |
| República Checa | Vencedor do Grupo 4 | 5 (2001, 2003, 2005, 2007, 2010)             |
| Romênia         | Vice do Grupo 4     | 1 (2007)                                     |
| Ucrânia         | Vencedor do Grupo 5 | 6 (1996, 2001, 2003, 2005, 2007, 2010)       |
| Turquia         | Vice do Grupo 5     | 0 (Estreia)                                  |
| Itália          | Vencedor do Grupo 6 | 7 (1996, 1999, 2001, 2003, 2005, 2007, 2010) |
| Eslovênia       | Vice do Grupo 6     | 2 (2003, 2010)                               |

* Em Negrito os anos em que os países sagraram-se campeões.

## Sorteio
A UEFA anunciou o sorteio na segunda-feira, 28 de fevereiro de 2011, um dia após a qualificação ser concluída. A Croácia foi automaticamente classificada no Pote 1. O sorteio dos grupos foi marcado para 9 de setembro de 2011, na capital croata Zagreb.
| Pote 1                                                      | Pote 2                                | Pote 3                               |
| ----------------------------------------------------------- | ------------------------------------- | ------------------------------------ |
| Croácia (Anfitrião) Espanha (Atual campeão) Itália Portugal | Rússia República Checa Ucrânia Sérvia | Azerbaijão Romênia Eslovênia Turquia |

## Árbitros
| Country    | Referees                     |
| ---------- | ---------------------------- |
| Áustria    | Gerald Bauernfeind           |
| Bélgica    | Pascal Lemal                 |
| Croácia    | Danijel Janosevic            |
| Chipre     | Petros Panayides             |
| Chéquia    | Karel Henych                 |
| Inglaterra | Marc Birkett                 |
| Espanha    | Fernando Gutiérrez Lumbreras |
| Finlândia  | Timo Onatsu                  |

| Country   | Referees                      |
| --------- | ----------------------------- |
| Alemanha  | Stephan Kammerer              |
| Hungria   | Gabor Kovacs                  |
| Itália    | Francesco Massini             |
| Polónia   | Sebastian Stawicki            |
| Portugal  | Eduardo Jose Fernandes Coelho |
| Roménia   | Bogdan Sorescu                |
| Rússia    | Ivan Shabanov                 |
| Eslovênia | Borut Sivic                   |

## Fase de grupos

### Grupo A
| Pos | Seleção         | Pts | J | V | E | D | GP | GC | SG |
| --- | --------------- | --- | - | - | - | - | -- | -- | -- |
| 1º  | Croácia         | 6   | 2 | 2 | 0 | 0 | 7  | 5  | +2 |
| 2º  | Romênia         | 3   | 2 | 1 | 0 | 1 | 4  | 3  | +1 |
| 3º  | República Checa | 0   | 2 | 0 | 0 | 2 | 5  | 8  | −3 |

### Grupo B
| Pos | Seleção   | Pts | J | V | E | D | GP | GC | SG |
| --- | --------- | --- | - | - | - | - | -- | -- | -- |
| 1º  | Espanha   | 6   | 2 | 2 | 0 | 0 | 8  | 3  | +5 |
| 2º  | Ucrânia   | 3   | 2 | 1 | 0 | 1 | 7  | 7  | 0  |
| 3º  | Eslovênia | 0   | 2 | 0 | 0 | 2 | 5  | 10 | −5 |

### Grupo C
| Pos | Seleção | Pts | J | V | E | D | GP | GC | SG |
| --- | ------- | --- | - | - | - | - | -- | -- | -- |
| 1º  | Rússia  | 4   | 2 | 1 | 1 | 0 | 7  | 2  | +5 |
| 2º  | Itália  | 4   | 2 | 1 | 1 | 0 | 5  | 3  | +2 |
| 3º  | Turquia | 0   | 2 | 0 | 0 | 2 | 1  | 8  | −7 |

### Grupo D
| Pos | Seleção    | Pts | J | V | E | D | GP | GC | SG |
| --- | ---------- | --- | - | - | - | - | -- | -- | -- |
| 1º  | Portugal   | 6   | 2 | 2 | 0 | 0 | 6  | 2  | +4 |
| 2º  | Sérvia     | 3   | 2 | 1 | 0 | 1 | 10 | 10 | 0  |
| 3º  | Azerbaijão | 0   | 2 | 0 | 0 | 2 | 9  | 13 | –4 |

## Fase Playoff
|  | Quartas de final                | Quartas de final                |                                  |        | Semifinais     | Semifinais     |  |  | Final                            | Final |
|  |                                 |                                 |                                  |        |                |                |  |  |                                  |       |
|  | 6 de fevereiro de 2012 – Split  |                                 |                                  |        |                |                |  |  |                                  |       |
|  |                                 |                                 |                                  |        |                |                |  |  |                                  |       |
|  | Croácia                         | 1 (3)                           |                                  |        |                |                |  |  |                                  |       |
|  | Croácia                         | 1 (3)                           | 9 de fevereiro de 2012 – Zagreb  |        |                |                |  |  |                                  |       |
|  | Ucrânia                         | 1 (1)                           |                                  |        |                |                |  |  |                                  |       |
|  | Ucrânia                         | 1 (1)                           | Croácia                          | 2      |                |                |  |  |                                  |       |
|  | 7 de fevereiro de 2012 – Split  |                                 | Croácia                          | 2      |                |                |  |  |                                  |       |
|  |                                 | Rússia                          | 4                                |        |                |                |  |  |                                  |       |
|  | Rússia                          | Rússia                          | 4                                | 2      |                |                |  |  |                                  |       |
|  | Rússia                          |                                 | 11 de fevereiro de 2012 – Zagreb | 2      |                |                |  |  |                                  |       |
|  | Sérvia                          | 1                               |                                  |        |                |                |  |  |                                  |       |
|  | Sérvia                          | 1                               | Rússia                           | 1      |                |                |  |  |                                  |       |
|  | 6 de fevereiro de 2012 – Zagreb |                                 | Rússia                           | 1      |                |                |  |  |                                  |       |
|  |                                 | Espanha                         | 3                                |        |                |                |  |  |                                  |       |
|  | Romênia                         | Espanha                         | 3                                | 3      |                |                |  |  |                                  |       |
|  | Romênia                         | 9 de fevereiro de 2012 – Zagreb |                                  | 3      |                |                |  |  |                                  |       |
|  | Espanha                         | 8                               |                                  |        |                |                |  |  |                                  |       |
|  | Espanha                         | 8                               | Espanha                          | 1      | Terceiro lugar | Terceiro lugar |  |  |                                  |       |
|  | 7 de fevereiro de 2012 – Zagreb |                                 | Espanha                          | 1      | Terceiro lugar | Terceiro lugar |  |  |                                  |       |
|  |                                 | Itália                          | 0                                |        |                |                |  |  |                                  |       |
|  | Itália                          | Itália                          | 0                                | 3      | Croácia        | 1              |  |  |                                  |       |
|  | Itália                          |                                 |                                  | 3      | Croácia        | 1              |  |  |                                  |       |
|  | Portugal                        | 1                               |                                  | Itália | 3              |                |  |  |                                  |       |
|  | Portugal                        | 1                               |                                  |        | 3              |                |  |  |                                  |       |
|  |                                 |                                 |                                  |        |                |                |  |  | 11 de fevereiro de 2012 – Zagreb |       |
|  |                                 |                                 |                                  |        |                |                |  |  |                                  |       |

## Classificação geral
| Posição | Seleção         |
| ------- | --------------- |
|         | Espanha         |
|         | Rússia          |
|         | Itália          |
| 4       | Croácia         |
| 5       | Portugal        |
| 6       | Sérvia          |
| 7       | Romênia         |
| 8       | Ucrânia         |
| 9       | República Checa |
| 10      | Azerbaijão      |
| 11      | Eslovênia       |
| 12      | Turquia         |

| Campeonato Europeu de Futsal de 2012 |
| ------------------------------------ |
| Espanha 6º Título                    |